# Krivaja (Šabac)
Krivaja (em cirílico: Криваја) é uma vila da Sérvia localizada no município de Šabac, pertencente ao distrito de Mačva, na região de Mačva. A sua população era de 804 habitantes segundo o censo de 2011.

## Demografia
| 1948  | 1953  | 1961  | 1971  | 1981  | 1991  | 2002 | 2011 |
| ----- | ----- | ----- | ----- | ----- | ----- | ---- | ---- |
| 1 615 | 1 675 | 1 628 | 1 541 | 1 296 | 1 126 | 952  | 804  |